# Lacs Obatogamau
Pour les articles homonymes, voir Obatogamau.
Les lacs Obatogamau constituent un ensemble de plans d'eau douce du territoire de Eeyou Istchee Baie-James (municipalité), dans la région administrative du Nord-du-Québec, dans la province de Québec, au Canada. Ces lacs s’étendent surtout dans les cantons de la Dauversière, de Fancamp, de Haüy et de Queylus.
La foresterie constitue la principale activité économique du secteur. Les
activités récréotouristiques arrivent en second.
Le bassin versant des lacs Obatogamau est accessible par la route 167 et le chemin de fer du Canadien National. Ces deux voies de transport relient Chibougamau à Saint-Félicien (Québec).
La surface du lacs Obatogamau est habituellement gelée du début novembre à la mi-mai, toutefois la circulation sécuritaire sur la glace se fait généralement de la mi-novembre à la mi-avril.

## Géographie
Cet ensemble de lacs situé au Sud du lac Chibougamau comporte une longueur
de 37,2 km, une largeur maximale de 19,6 km et une altitude de 365 m.
Les lacs Obatogamau comportent de nombreux lacs, baies, presqu’îles et une
centaine d’îles. Les lacs Obatogamau s’approvisionnent du côté Nord-Est par le ruisseau Audet et du côté Sud par la rivière Nemenjiche. La rivière Obatogamau (affluent de la rivière Chibougamau) draine ce vaste plan d’eau. L’embouchure des lacs Obatogamau est localisé au fond d’une baie au Nord-Ouest à :
- 12 km au Sud d’une baie du lac Chibougamau ;
- 35 km au Sud du centre-ville de Chibougamau ;
- 37,2 km au Sud-Est du centre du village de Chapais (Québec) ;
- 82,3 km à l’Est de l’embouchure de la rivière Obatogamau (confluence avec la rivière Chibougamau[1].

Les principaux bassins versants voisins du lacs Obatogamau sont :
- côté Nord : lac aux Dorés (rivière Chibougamau), lac Chibougamau, rivière Chibougamau ;
- côté Est : rivière Boisvert, rivière Chaudière (rivière Normandin) ;
- côté Sud : rivière Normandin, lac Rohault, lac Bouteroue, rivière Cawcot, lac Gabriel (rivière Opawica) ;
- côté Ouest : lac à l'Eau Jaune, rivière Irène, rivière Obatogamau.

## Toponymie
L’hydronyme « lacs Obatogamau » avait été officialisée au début des années 1960.
En 1870, lors de l'expédition de Richardson, ces lacs étaient déjà connus. Albert Peter Low, en 1884 et en 1895, et Henry O'Sullivan, la même année, utilisent la graphie Lake Obatigoman (1884), Lake Obatogaman (1884), Lake Obatagoman (1895) et Lac Obatagomau (1895). Le Fifth Report of the Geographic Board of Canada 1904, publié à Ottawa en 1905, page 46 signale : « Obatogamau; lake, at the eight of land south of Chibougamau lake, Abitibi district, Que. ».
D’origine crie, le terme obatogamau signifie « lac aux multiples détroits ou resserré par du bois, de la végétation ».
En 1910, la Compagnie de la Baie d'Hudson construit sur la rive Est du lac La Dauversière une cabane laquelle deviendra au fil des ans un lieu d'entreposage. Finalement cette cabane fut désertée. Originellement connu sous la désignation « Dépôt-du-Lac-Obatogamau », ce toponyme sera normalisé sous la forme « Dépôt-des-Lacs-Obatogamau », à titre de lieu-dit, en 1988.
Cet ensemble de lacs est parsemé de centaines d'îles dont la plupart sont encore innomées. La plus importante s’avère l’île Weaver ; cette dénomination toponymique est en l'honneur de Kenneth Weaver, pilote de l'aviation militaire lors de la Deuxième Guerre mondiale et ami du géologue Paul Imbault, responsable d'une expédition dans cette région en 1950. À cette occasion, le géologue a attribué des noms pour les différentes parties de ce plan d'eau soit les lacs La Dauversière et Le Royer, du nom du canton désigné en l'honneur de Jérôme Le Royer de La Dauversière, l'un des fondateurs de la Compagnie de Saint-Sulpice, les lacs Verneuil et Chevrier, qui commémorent Jean-Jacques Olier de Verneuil et Pierre Chevrier, baron de Fancamp, deux membres de cette compagnie et le lac Holmes, en souvenir de Stanley Holmes, l'un des assistants du géologue Imbault.
Le toponyme lacs Obatogamau a été officialisé le 5 décembre 1968 par la Commission de toponymie du Québec lors de sa création.